# Tân Trịnh, Trịnh Châu
Tân Trịnh (chữ Hán giản thể: 新郑市, Hán Việt: Tân Trịnh thị) là một thành phố cấp huyện thuộc địa cấp thị Trịnh Châu (郑州市), tỉnh Hà Nam, Cộng hòa Nhân dân Trung Hoa. Thành phố này có diện tích 873 km², trong đó diện tích thành thị là 15 km², dân số 600.000 người. Thành phố này có các đơn vị hành chính gồm 3 nhai đạo biện sự xứ (Tân Kiến Lộ, Tân Hoa Lộ, Tân Yên Lộ), 9 trấn và 3 hương.